# Duault
Duault (tiếng Breton: Duaod) là một xã của tỉnh Côtes-d’Armor, thuộc vùng Bretagne, tây bắc Pháp.

## Dân số
Người dân ở Duault được gọi làDuaultois.